# بطولة أوروبا للألعاب المائية 2004
بطولة أوروبا للألعاب المائية 2004 هو الموسم الـ 27 من بطولة أوروبا للألعاب المائية، عقد في الفترة 5–16 مايو من 2004، وجرت المنافسات في مدينة مدريد، إسبانيا، ونظمت من قبل الاتحاد الأوروبي للسباحة.

## النتائج
| م        | الذهبية  | الفضية | البرونزية |
| -------- | -------- | ------ | --------- |
| الفائزين | أوكرانيا | روسيا  | إيطاليا   |